# اوفیدا
اوفیدا (به ایتالیایی: Offida) یک کومونه در ایتالیا است که در استان اسکولی پیچنو واقع شده‌است.

## خصوصیات
اوفیدا ۴۹٫۲ کیلومترمربع مساحت و ۵٬۳۴۴ نفر جمعیت دارد و ۲۹۳ متر بالاتر از سطح دریا واقع شده‌است.